# Ernest Johnson (Radsportler)
Ernest Alfred Johnson (* 18. November 1912 in Putney (London); † 29. November 1997 in Kingsbridge) war ein britischer Radrennfahrer.

## Sportliche Laufbahn
Johnson war Teilnehmer der Olympischen Sommerspiele 1932 in Los Angeles. Dort startete er mit seinen Teamkameraden William Gladstone Harvell, Frank Southall und Charles Holland in der Mannschaftsverfolgung und gewann die Bronzemedaille.
1936 bestritt er bei den Olympischen Sommerspielen in Berlin mit dem Vierer Großbritanniens erneut die Mannschaftsverfolgung. Das Team mit Ernest Johnson, Charles Thomas King, Harry Hill und Ernest Mills gewann die Bronzemedaille.

## Berufliches
Johnson war als Klempner in London tätig.